# Región de Ashanti
Ashanti es una región administrativa de Ghana central. Kumasi es la capital y la ciudad más grande. 
La mayoría de los habitantes de la región son de etnia ashanti o asante, una de las más numerosas de Ghana. Su arquitectura tradicional forma parte del Patrimonio de la Humanidad de la Unesco. Cuenta con 21 distritos.
Una gran parte del cacao ghanés se cultiva y produce en esta región.

## Distritos con población estimada en septiembre de 2018
- Adansi Norte 125,015
- Adansi Sur 136,389
- Afigya Kwabre 159,111
- Afigya Sekyere 113,658
- Ahafo Ano Norte 113,659
- Ahafo Ano Sur 142,078
- Amansie Central 108,049
- Amansie Oeste 159,117
- Asante Akim Central 85,239
- Asante Akim Norte 79,551
- Asante Akim Sur 142,060
- Asokore Mampong 363,692
- Atwima Kwanwoma 107,963
- Atwima Mponua 142,065
- Atwima Nwabiagya 176,171
- Bekwai 121,069
- Bosome Freho 73,877
- Bosumtwi 113,664
- Ejisu Juaben 170,471
- Ejura Sekye Dumasi 102,291
- Kumasi 2,057,084
- Kwabre Este 136,390
- Mampong 102,288
- Obuasi 198,904
- Offinso 90,916
- Offinso Norte 68,193
- Sekyere Afram Plains 79,560
- Sekyere Afram Plains Norte 34,099
- Sekyere Central 85,241
- Sekyere Este 73,864

## Distritos
- Adansi Norte
- Adansi Sur
- Afigya Kwabre
- Afigya Sekyere
- Ahafo Ano Norte
- Ahafo Ano Sur
- Amansie Central
- Amansie Oeste
- Asante Akim Central
- Asante Akim Norte
- Asante Akim Sur
- Asokore Mampong
- Atwima Kwanwoma
- Atwima Mponua
- Atwima Nwabiagya
- Bekwai
- Bosome Freho
- Bosumtwi
- Ejisu Juaben
- Ejura Sekye Dumasi
- Kumasi
- Kwabre Este
- Mampong
- Obuasi
- Offinso
- Offinso Norte
- Sekyere Afram Plains
- Sekyere Afram Plains Norte
- Sekyere Central
- Sekyere Este